# Dimas Galih Gumilang
Dimas Galih Gumilang (sinh ngày 15 tháng 11 năm 1991) là một cầu thủ bóng đá người Indonesia hiện tại thi đấu ở vị trí tiền đạo cho PSGC Ciamis.

## Sự nghiệp

### Persik Kediri
Anh ghi bàn thắng đầu tiên cho Persik trong thất bại 1–2 trước Semen Padang.

### PSGC Ciamis
Vào tháng 1 năm 2015, anh ký hợp đồng với PSGC.